# Oppidum de Cuers
L'oppidum de Cuers est un site archéologique situé sur la commune de Cuers, dans le département du Var.

## Histoire
L'oppidum et ses remparts sont inscrits au titre des monuments historiques par arrêté du 6 juin 1977. 

## En savoir plus